# Chiruromys lamia
Chiruromys lamia és una espècie de mamífer rosegador de la família dels múrids. És endèmic de Papua Nova Guinea, on viu a altituds d'entre 1.200 i 2.300 msnm. El seu hàbitat natural són els boscos de diferents tipus. És una espècie en risc mínim, és a dir, no sembla que hi hagi cap amenaça significativa per a la seva supervivència. El seu nom específic, lamia, significa ‘làmia’ en llatí.